# Gökbez (Bor)

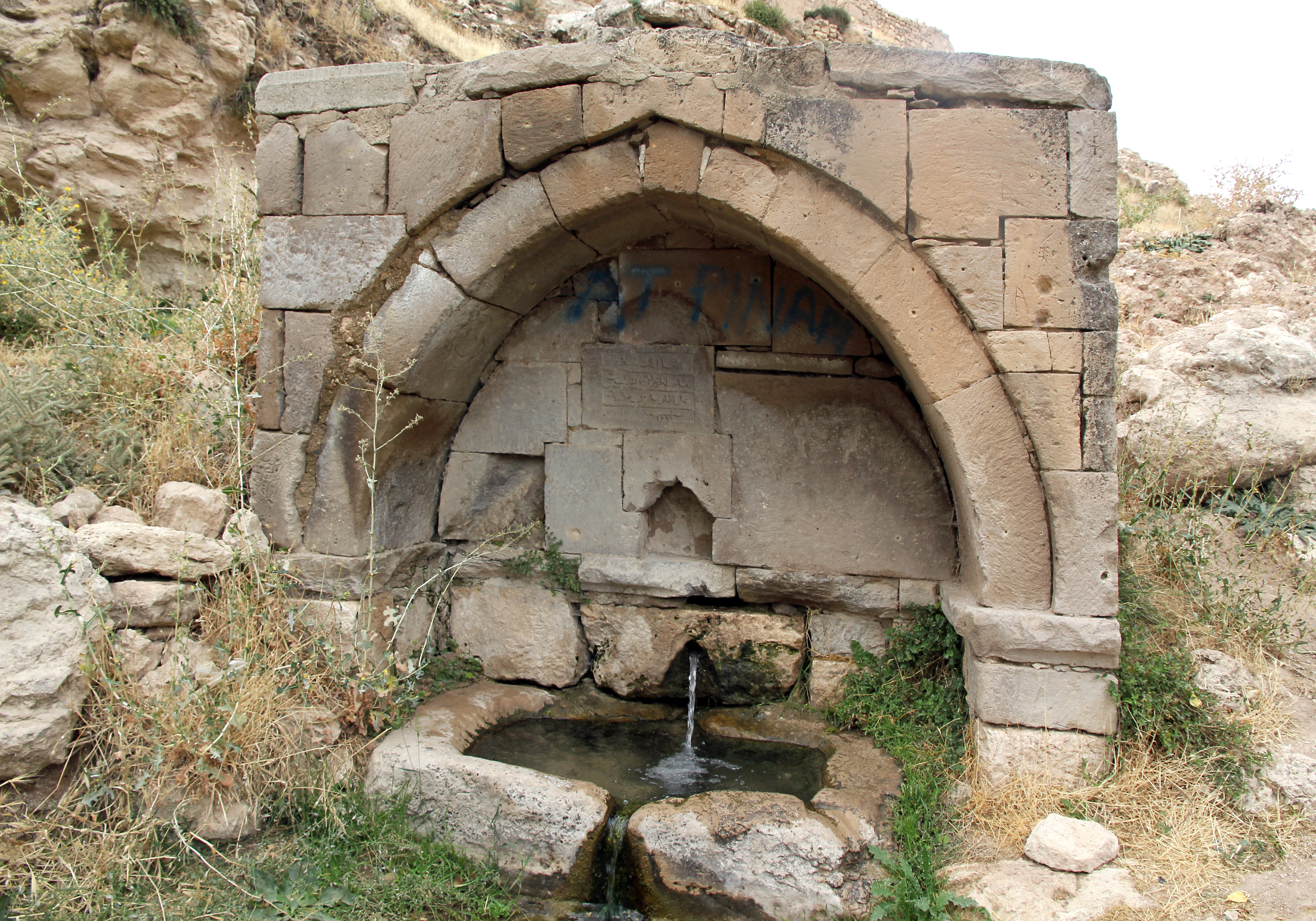
Brunnen in Gökbez

Gökbez ist ein Dorf im Landkreis Bor der türkischen Provinz Niğde. Der Ort liegt etwa 18 Kilometer südöstlich der Kreisstadt Bor und 22 Kilometer südlich der Provinzhauptstadt Niğde.
Durch die bergige Landschaft von Gökbez verlief im Altertum eine Verbindungsstraße von Tyana, dem heutigen Kemerhisar, nach Faustinopolis und zur Kilikischen Pforte. Im Ort befindet sich ein späthethitisches Felsrelief, außerdem wurden drei beschriftete Grabsäulen gefunden. Zwei davon befinden sich im Archäologischen Museum Niğde.